# Nikolaus Rosiny

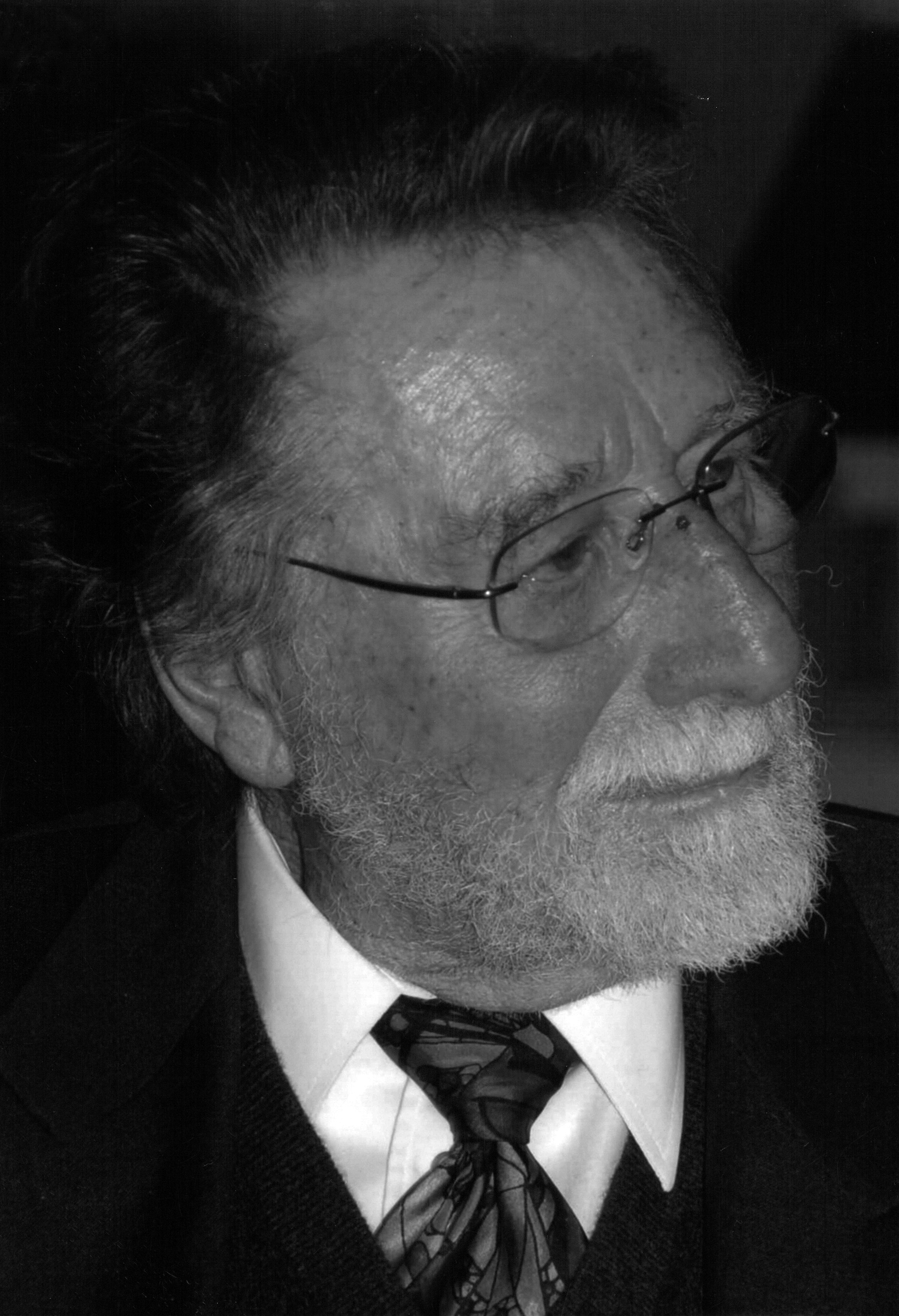
Portrait Nikolaus Rosiny

Nikolaus Rosiny (* 19. Juli 1926 in Mülheim an der Ruhr; † 16. März 2011 in Köln; vollständiger Name: Nikolaus Friedrich Maria Rosiny) war ein deutscher Architekt, aus dem Umfeld der Kölner Schule.

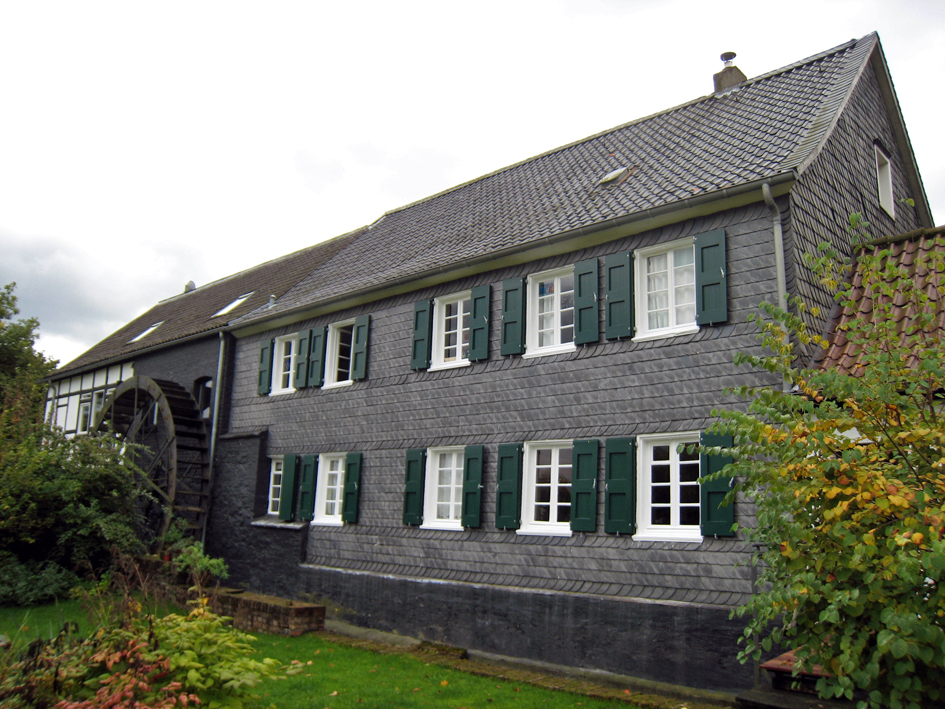
Die Herler Mühle in Köln, ehemaliges Wohnhaus und Architekturbüro von Nikolaus Rosiny

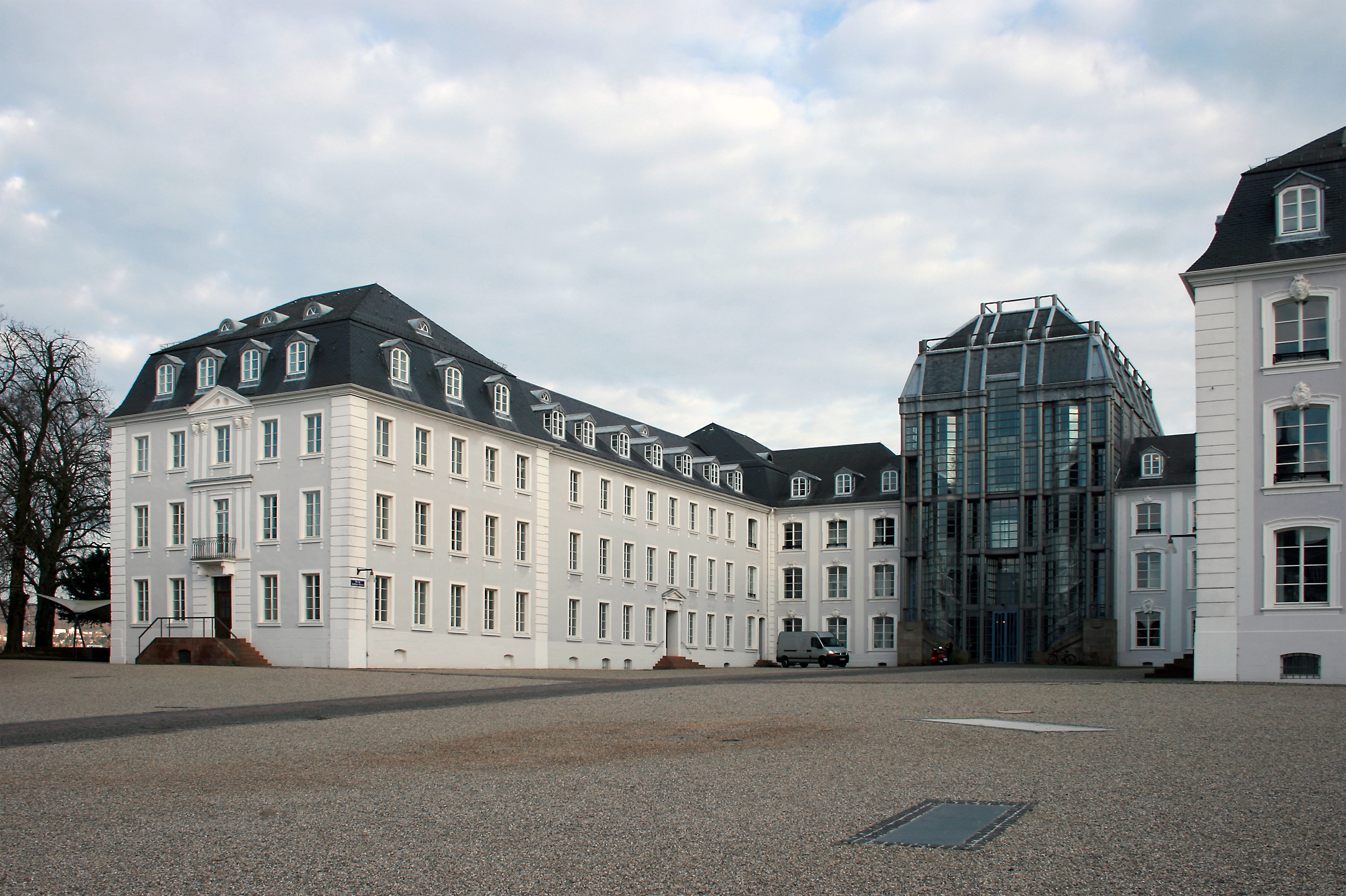
Das Saarbrücker Schloss

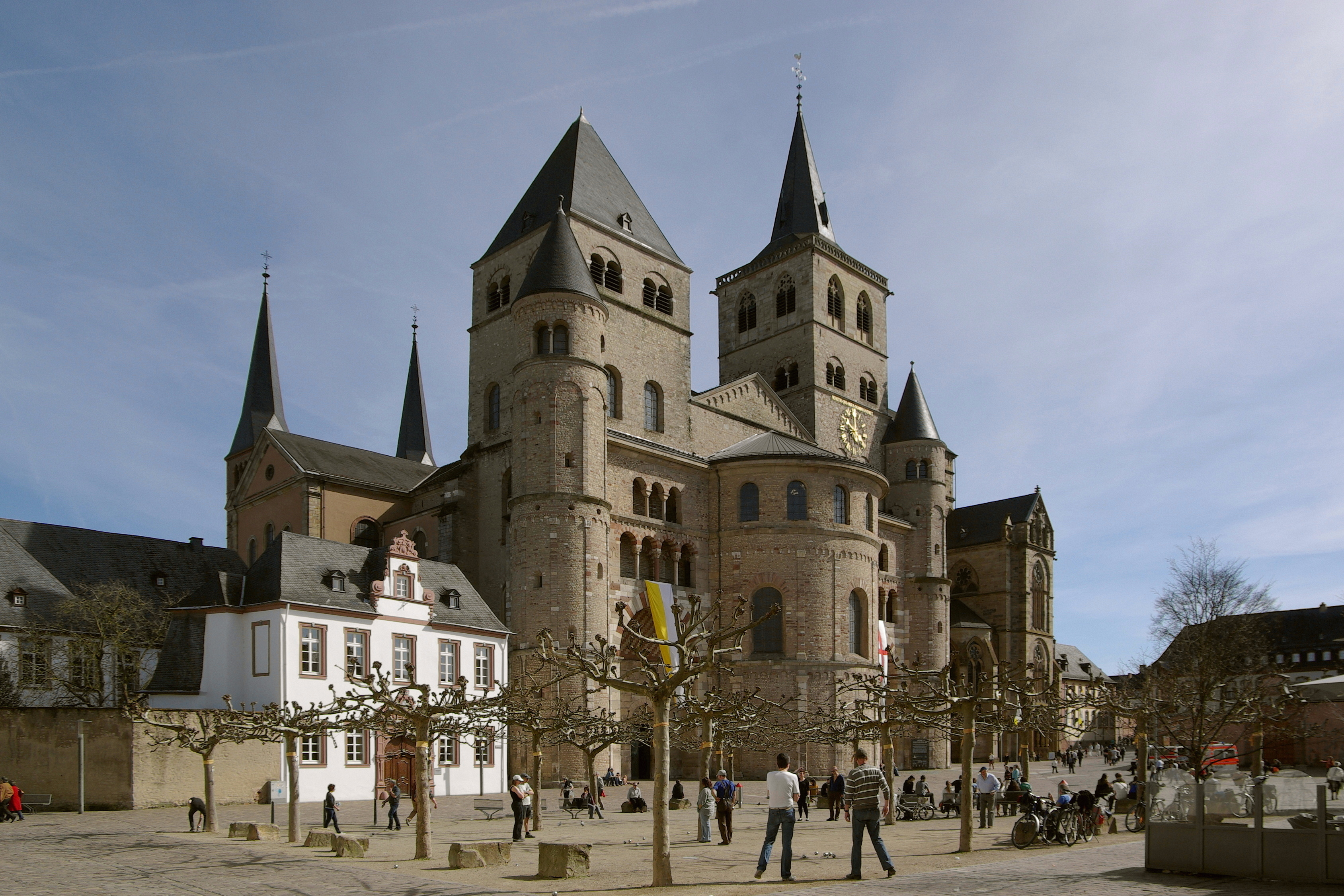
Trierer Dom

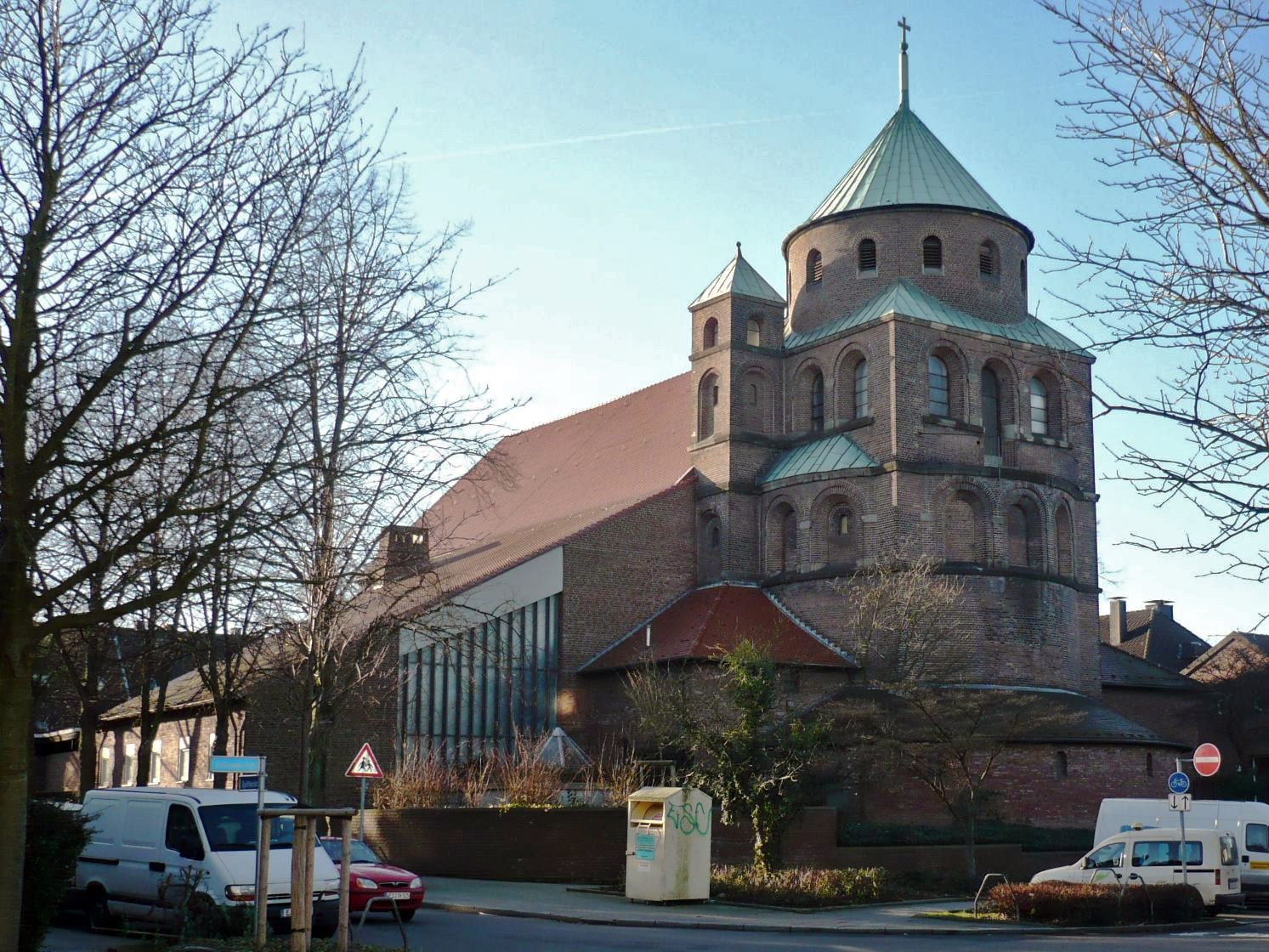
St. Elisabeth in Essen

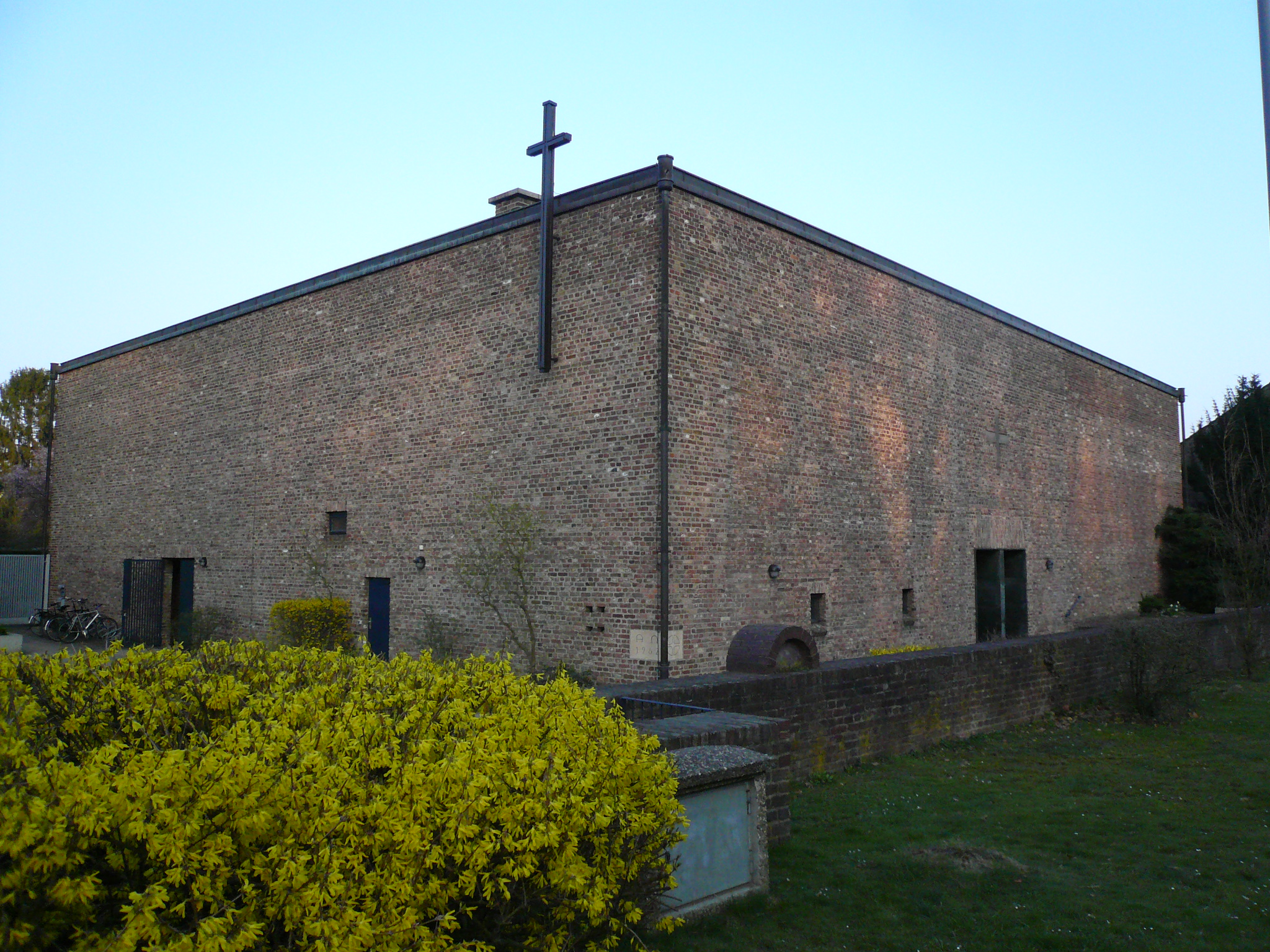
St. Augustinus in Düsseldorf-Eller

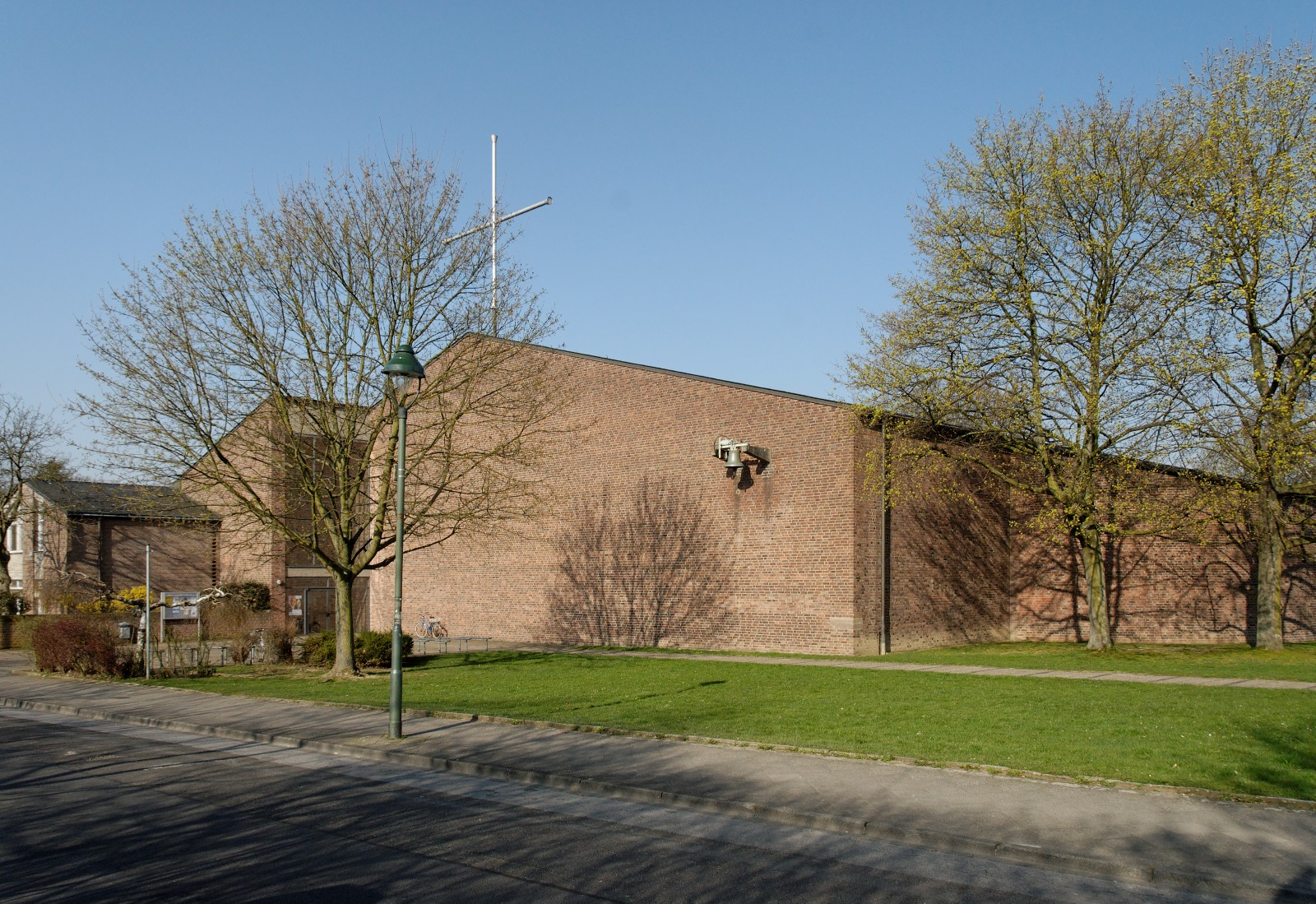
St. Maria in den Benden in Düsseldorf-Wersten, von Osten

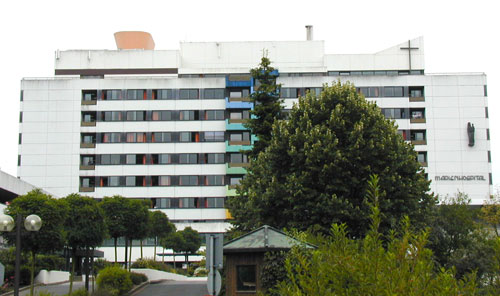
Marienhospital Gelsenkirchen

## Leben
Nikolaus Rosiny entstammt einer Unternehmerfamilie; sein Vorfahr Alexander Rosiny gründete im 19. Jahrhundert die Märkische Mühlen AG, die erste Großmühle in Duisburg.
Er studierte 1947 bis 1950 Architektur an der Technischen Hochschule München bei Hans Döllgast, gleichzeitig war er Schüler von Georg Brenninger und Heinrich Kirchner an der Kunstakademie. 1950 wechselte er an die Eidgenössische Technische Hochschule Zürich und arbeitete dort als Mitarbeiter im Büro von Fritz Metzger. Er setzte sein Studium 1952 an der Technischen Hochschule Karlsruhe fort. Während seiner Studienzeit arbeitete er als Bauleiter und Technischer Oberleiter am Neubau der Kirche St. Anna in Duisburg für Rudolf Schwarz und an der Kirche St. Bonifatius in Dortmund für Emil Steffann sowie am Umbau des Wohnhauses von Staatssekretär Hartmann in Bad Godesberg. Beide Architekten gelten als Vorbilder, die seinen architektonischen Stil als Kooperationspartner maßgeblich beeinflussten. 1954 schloss Rosiny sein Studium mit dem Diplom zum Entwurf eines Lungensanatoriums bei Egon Eiermann mit Auszeichnung ab. Im Planungsprozess konnte er auf seine eigenen Erfahrungen als Patient zurückgreifen, da er aufgrund einer offenen Tuberkuloseerkrankung Monate in Krankenhäusern und Sanatorien verbracht hatte. Der Bau von Krankenhäusern wurde neben Kirchen und Gemeindezentren zu einem Schwerpunkt seiner Arbeit.
Die Universität und die Stadt Karlsruhe verlieh ihm 1953 die Weinbrenner-Medaille. 1955 erhielt er ein Reisestipendium im Rahmen der Nachwuchsförderung des Fritz-Schumacher-Preises.
Von 1955 bis 1961 arbeitete er zunächst als Mitarbeiter für Emil Steffann. Nachdem er 1961 sein eigenes Büro eröffnete, arbeitete er bis zu dessen Tod im Jahr 1968 weiter eng mit Steffann zusammen. Aus der Partnerschaft gingen zahlreiche Sakralbauten, Gemeindezentren und Krankenhäuser hervor. 1962 erhielt Rosiny den Förderpreis des Landes Nordrhein-Westfalen. 1963 wurde er in den Beirat für Baugestaltungsfragen der Stadt Köln gewählt.
In der Denkmalpflege hat er in der Zusammenarbeit mit Gottfried Böhm die Restaurierung des Trierer Doms, des Doms zu Eichstätt und des Schlosses in Saarbrücken geplant und koordiniert. Mit dem Kauf einer historischen Mühle am Strunder Bach in Buchheim und ihrer aufwändigen Restaurierung schuf er ein Heim für Büro und Familie. Bis heute wohnen seine Frau und drei seiner sechs Kinder in den Räumlichkeiten der Herler Mühle.
1965 bis 1972 war er als Vertreter des Bundes Deutscher Architekten (BDA) Mitglied im Kontaktkreis Königshof der Architekten- und Ingenieurverbände der Bundesrepublik Deutschland. Er war Vorsitzender des Gründerausschusses der Architektenkammer Nordrhein-Westfalen. Nach Verabschiedung des NRW-Architektengesetzes Ende 1969 übernahm Nikolaus Rosiny den Vorsitz des sogenannten Gründungsausschusses der Architektenkammer NRW, der die neue Kammer gestaltete und die erste Vertreterversammlung vorbereitete. Von 1968 bis 1970 war er erster Vorsitzender des BDA-Landesverbands Nordrhein-Westfalen. Von 1971 bis 1973 war Rosiny Vizepräsident der Bundesarchitektenkammer. Er setzte sich unter anderem maßgeblich für die Qualitätssicherung des Berufsstandes ein. Sein Mitgliedsausweis trug die Nummer 00001.
Aus der für Auslandsaufträge gegründeten Partnerschaft mit der Baugruppe Köln (heute BGK Köln/Leipzig) entstanden Entwürfe für Krankenhäuser in Portugal und Malaysia. In Saudi-Arabien wurde Rosiny 1978 beauftragt, ein Krankenhaus zu planen. Das Saudi German Hospital in Dschidda mit seinen Rundbogenelementen wurde nach seinem Entwurf 1988 fertiggestellt.
Er war Preisrichter für verschiedene Wettbewerbe, darunter für den Entwurf des Nevigeser Wallfahrtsdoms, einen städtebaulichen Ideenwettbewerb in Bonn und die Umnutzung der St.-Maximilian-Kirche in Trier. Er setzte sich für die Auslobung des ersten Förderpreises der Stiftung deutscher Architekten ein und vergab diesen regelmäßig an junge erfolgreiche Absolventen. 1980 wurde er zum Ehrenmitglied des BDA ernannt. 1984 bis 1992 war er Vizepräsident der Architektenkammer NRW. Von 1990 bis 1992 war ebenfalls Vizepräsident der Bundesarchitektenkammer.
In den letzten Jahren seines Lebens musste er seine beruflich Tätigkeit aufgrund einer halbseitigen Lähmung in Folge eines Schlaganfalls einstellen. Seinem Engagement in der Stiftung deutscher Architekten ging er weiterhin im Rahmen seiner Möglichkeiten nach. Im Februar 2011 nahm er noch an der Jubiläumsfeier teil, bevor er im März des gleichen Jahres verstarb.

## Auszeichnungen
- Weinbrenner-Medaille (1953)
- Fritz-Schumacher-Preis (Kategorie: Studenten, 1955)
- Ehrenmitglied des Bundes Deutscher Architekten BDA (1962)[11]
- Förderpreis des Landes Nordrhein-Westfalen für junge Künstlerinnen und Künstler (1963)
- Bundesverdienstkreuz am Bande (1974)
- Ritterschlag zum Ritter vom Heiligen Grab zu Jerusalem (1976)
- Bundesverdienstkreuz 1. Klasse des Verdienstordens der Bundesrepublik Deutschland (1995)

## Werk

### Neubauten (Auswahl)
- Studentenwohnheim Haus Michael[12]
- Katholische Pfarrkirche St. Helena in Bonn, heute Dialograum Kreuzung an St. Helena; (Emil Steffann mit Nikolaus Rosiny)[13][14]
- Studentenheim „Augustinushaus“[15]
- Katholische Kirche St. Klemens in Duisburg (Emil Steffann mit Nikolaus Roiny)[16]
- St. Anna in Düsseldorf
- Krankenhaus Heilig Geist in Köln; (Emil Steffann mit Nikolaus Rosiny)[17]
- St. Maria in den Benden in Düsseldorf-Wersten (Emil Steffann mit Nikolaus Rosiny)[18]
- Wiederaufbau St Elisabeth in Essen (Emil Steffann mit Nikolaus Rosiny)[19]
- Kloster- und Krankenhauskirche der Cellitinnen[20]
- St. Augustinus (Düsseldorf-Eller)[21] (Emil Steffann mit Nikolaus Rosiny)
- St. Maria vom Frieden in Düsseldorf
- Gemeindezentrum St. Laurentius, Plettenberg
- Altenzentrum Köln-Kalk
- Heilig Geist in Neuss-Weißenberg (umgebaut durch Rolf Link)
- St. Monika Köln-Bilderstöckchen (2019 abgerissen)[22]
- Wohnhaus für Hans Daniels Bonn
- MediClin Fachklinik Rhein/Ruhr in Essen[23]
- Marienhospital Gelsenkirchen[24]
- Saudi German Hospital in Jeddah

### Restaurierungen (Auswahl)
- Trierer Dom[25]
- Dom zu Eichstätt
- Schloss Saarbrücken[26][27]
- Herler Mühle – Umnutzung einer ehemaligen Wassermühle zu Wohnhaus und Architekturbüro[28][29]